# Pirofilita
A pirofilita ou pirofilite é um mineral filossilicato composto por hidróxido de silicato de alumínio, cuja fórmula é Al2Si4O10(OH)2. Ocorre em duas ou mais variedades distintas: como folias cristalinas e como massas compactas.
A folia tem um brilho perolado pronunciado, que é flexível, mas não elástico, e é usualmente disposto radialmente em grupos esféricos ou em forma de leque. Esta variedade, quando aquecida antes com maçarico, esfolia e incha muitas vezes o seu volume original, daí o nome pirofilita, do grego pyros (fogo) e phyllos (folha), dada por R. Hermann em 1829. A cor de ambos é branca, verde pálida, acinzentada ou amarelada; são muito moles (dureza de 1,0 a 1,5) e são gordurosos ao toque. A gravidade específica é de 2,65 a 2,85. As duas variedades são assim muito semelhantes ao talco.

## Usos e aplicações
A variedade compacta de pirofilite é usada para lápis de ardósia e giz de alfaiates, e é esculpida pelos chineses em pequenas imagens e ornamentos de vários tipos. Outros minerais macios compactos (esteatita e pinita) usados para essas esculturas chinesas estão incluídos com pirofilita sob os termos agalmatolito e pagodita.
A pirofilita é facilmente usinável e tem excelente estabilidade térmica, por isso é adicionada à argila para reduzir a expansão térmica ao queimar, mas é muitas outras utilizações, quando combinadas com outros compostos, como no inseticida e na fabricação de tijolos. A pirofilita também é amplamente utilizada em experimentos de alta pressão, tanto como material de vedação quanto como meio de transmissão de pressão.